# 嚼肌

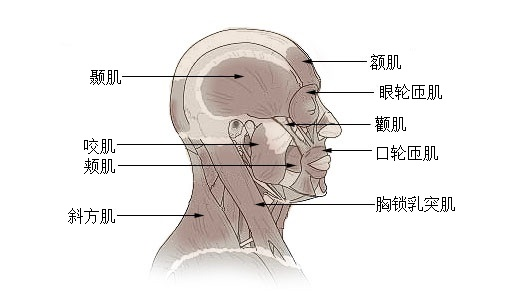
嚼肌（Masseter muscle）

嚼肌，是頭部肌肉，用於咬合和咀嚼，面部兩側各有一塊嚼肌，從下頜或下頜骨沿伸到顴骨。每塊嚼肌與固定在顳骨上的兩塊顳肌之一一起運作可將下巴往上拉。這些肌肉共同產生巨大的力量。當咬東西時，頜兩側的肌肉拉力相等；當咀嚼時，肌肉的拉力不相等，使頜左右移動。嚼肌下面有稱為翼肌的小肌肉，可輔助咀嚼運動。

## 來源
〈人體學習百科〉 貓頭鷹出版社
ISBN 957-9684-11-1

## 外部連結
- 解剖學(Anatomy)-肌肉(muscle)-Masticatory muscles(咀嚼肌) （页面存档备份，存于）